# Warren (Oregon)
Warren – jednostka osadnicza w Stanach Zjednoczonych, w stanie Oregon, w hrabstwie Columbia.